# Pave Urban 4.
Pave Urban 4. (født omkring 1195 i Troyes, Frankrig, død 2. oktober 1264 i Perugia, Italien) var romerskkatolsk pave fra den 29. august 1261 og siden den 4. september dette år indviet i dette embede. Han blev valgt til pave, skønt han ikke var kardinal; kun få paver efter ham er udpeget uden i forvejen at være kardinal.
Urbans verdslige navn var Jacques Pantaléon.

## Biografi
Jacques Pantaléon var søn af en skomager og læste teologi og retsvidenskab i Paris. Sin kirkelige uddannelse fik han hos biskoppen af Laon hvor han blev kannik og i 1220 opnåede doktor-titlen. Han blev stiftsprovst i Laon i 1238 og i 1241 i Liège, hvor han senere blev fyrstbiskop. I 1247 blev han af pave Innocens 4. udsendt til Tyskland. Fra 1253 til 1255 var han biskop af Verdun. I 1255 blev han udnævnt patriak af Jerusalem af pave Alexander 4..
Konklaven efter hans forgængers død varede tre måneder, og i denne periode blev det latinske kejserrige opløst. Efter sit valg søgte Urban 4. uden held at genskabe dette rige.
Som pave udvidede han antallet af kardinaler i kardinalskollegiet med 14 fra de tidligere 8, deriblandt mange franske og slægtninge af andre kardinaler og fra hans egen familie. Den øgede franske indflydelse i kardinalkollegiet påvirkede kirkepolitikken i lang tid.
Han genoprettede Kirkestatens finanser og udskiftede de pavelige bankierer med en bank i Siena.
Politisk forsøgte han med hjælp af welferne at svække indflydelsen af Hohenstaufen-familien og ghibellinerne, også i Sicilien, hvor han tilkaldte Karl af Anjou til hjælp i denne strid mod Manfred af Sicilien og saracenerne.
I 1262 lod han oprette St. Urbanuskirken i byen Troyes, på det sted hvor hans fars skomagerværksted lå, og hvor han selv blev født.
Den 11. august 1264 indførte han festen Corpus christi (Sakramentsfesten) sammen med den papelige bulle Transiturus. Denne fest lærte han at kende, mens han boede og virkede i Liège.
Hans motto ifølge Malakias-forudsigelsen var Jerusalem campaniæ.